# Mutatis mutandis
Mutatis mutandis es una frase en latín que significa ‘cambiando lo que se debía cambiar’. Informalmente la expresión debe entenderse de manera análoga como "haciendo los cambios necesarios".
Esta frase se utiliza frecuentemente en leyes y en economía.
Implica que el lector debe prestar atención a las diferencias entre el argumento actual y uno pasado, aunque sean análogos.
Por ejemplo: «Lo que se cambió en relación con el protocolo 3, se toma también mutatis mutandis en el protocolo 4». Otro ejemplo: «Los testamentos de ambos cónyuges son iguales “mutatis mutandis”».